# Nodagawa
Pour les articles homonymes, voir Noda (homonymie).
Nodagawa (野田川町, Nodagawa-chō) est un ancien bourg de la préfecture de Kyoto, ayant existé jusqu'au 28 février 2006, date de sa fusion avec les bourgs de Kaya et d'Iwataki pour former le bourg de Yosano. Il faisait partie du district de Yosa.

## Toponymie
Nodagawa porte le nom du fleuve du même nom qui le traverse.

## Géographie

### Topographie et hydrographie

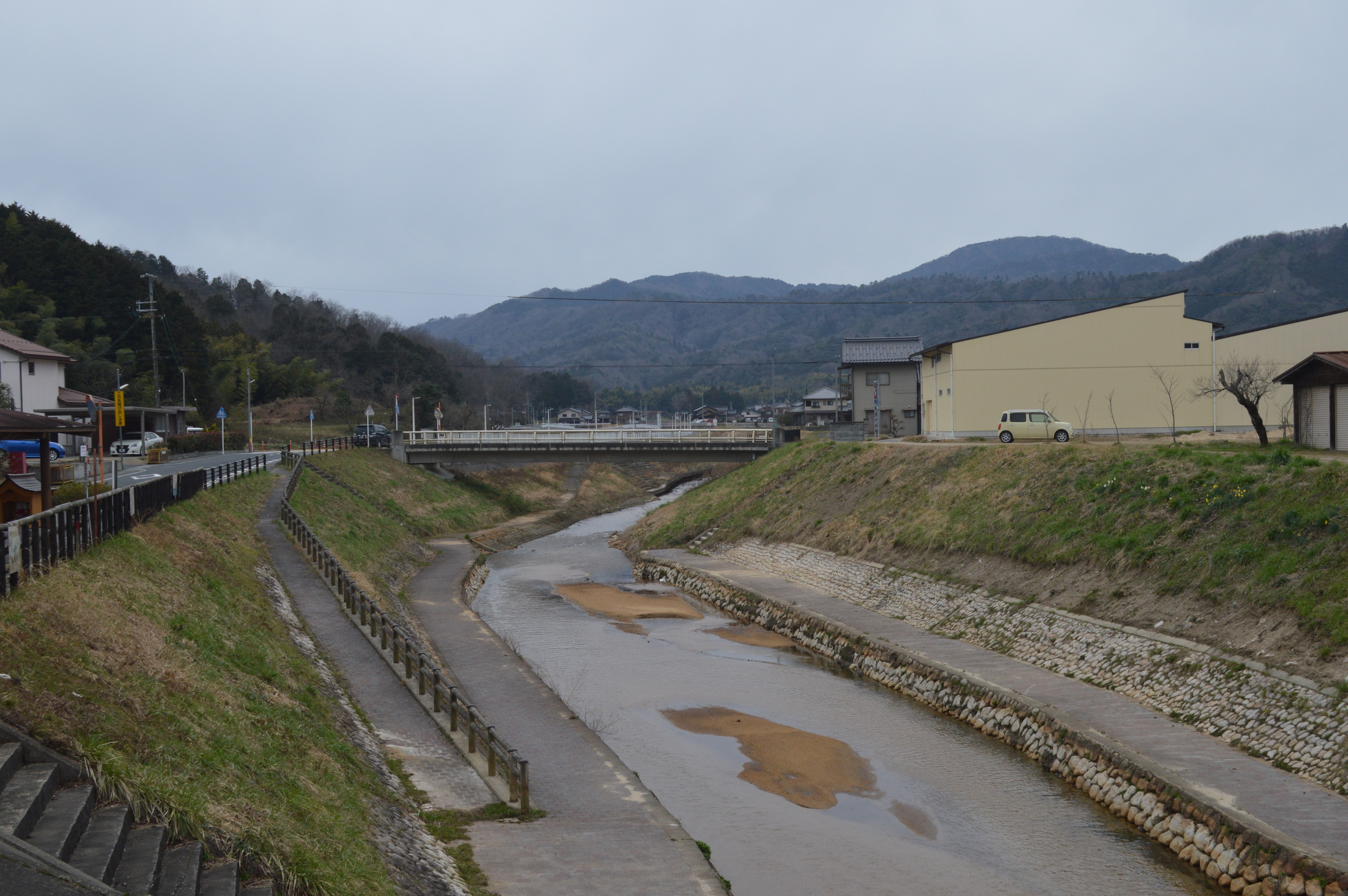
Le fleuve Noda dans le secteur d'Iwaya.

Nodagawa se trouve au nord-ouest de la préfecture de Kyoto,, dans la région historique du Tango. Il se situe au centre-nord du nouveau bourg de Yosano, dans le sud du district de Yosa,,, et occupe le nord et l'est de la vallée de Kaya (ja) (加悦谷), en forme de graben,,. Le bourg est traversé par le fleuve Noda (ja) (野田川), coulant depuis le nord-est depuis la mer d'Asō (阿蘇海),,, et par les rivières Kagawa (香河川), Okuyama (奥山川) et Iwaya (岩屋川), venant des montagnes bordant le bourg à l'est et à l'ouest,. Le bourg est bordé au nord par la chaîne montagneuse du Tango (ja) (丹後山地), principalement composée de granite et atteignant entre 300 et 500 mètres d'altitude,,. Le col d'Iwaya (岩屋峠) à l'ouest permet de relier Nodagawa à Tantō, tandis que les cols de Mitodani (水戸谷峠) et de Heiji (平治峠) au nord permettent de rejoindre la péninsule de Tango à partir d'Ōmiya,.
À la date de la fusion de 2006, il occupait une superficie de 35,90 kilomètres carrés, soit environ 11 kilomètres d'est en ouest et 4 kilomètres du nord au sud,. En 1981, il occupait 35,72 kilomètres carrés. Le bourg de Nodagawa est composé de sept secteurs, ceux de Kamiyamada (上山田), Shimoyamada (下山田), Yotsutsuji (四辻), Ikuji (幾地), Iwaya (ja) (岩屋), Migōchi (ja) (三河内) et Ishikawa (ja) (石川),.

### Climat
Le temps est caractérisé par un climat côtier de la Mer du Japon (ja), typique de la région du San'in. Le climat est plutôt pluvieux et humide, avec environ 190 jours de pluie ou de neige annuellement,. En automne, une pluie unique à la région du Tango tombe à Nodagawa, l'« uranishi » (うらにし),.

### Villes limitrophes

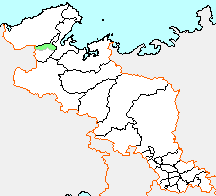
Localisation de Nodagawa dans la préfecture de Kyoto (tracés territoriaux du 28 février 2006).

Entités territoriales limitrophes à la date de la fusion du 28 février 2006,. À sa création le 1er mars 1955, Nodagawa est entouré à partir du nord du bourg d'Ōmiya (ja) (大宮町), dans le district de Naka (ja), du bourg d'Iwataki (岩滝町), dans le même district de Yosa, de la ville de Miyazu (宮津市), du bourg de Kaya (加悦町), dans le district de Yosa aussi, et du village de Shimo (ja) (資母村), dans le district d'Izushi (ja) de la préfecture de Hyōgo voisine,. Le 30 septembre 1956, Shimo et les villages de Takahashi (ja) (高橋村) et d'Aihashi (ja) (合橋村) fusionnent pour former le bourg de Tantō (ja) (但東町). Le 1er avril 2004, Ōmiya et cinq autres municipalités sont fusionnées pour créer la ville de Kyōtango (京丹後市). Le 1er avril 2005, Tantō et quatre autres municipalités sont fusionnées à la ville de Toyooka (豊岡市).

## Histoire

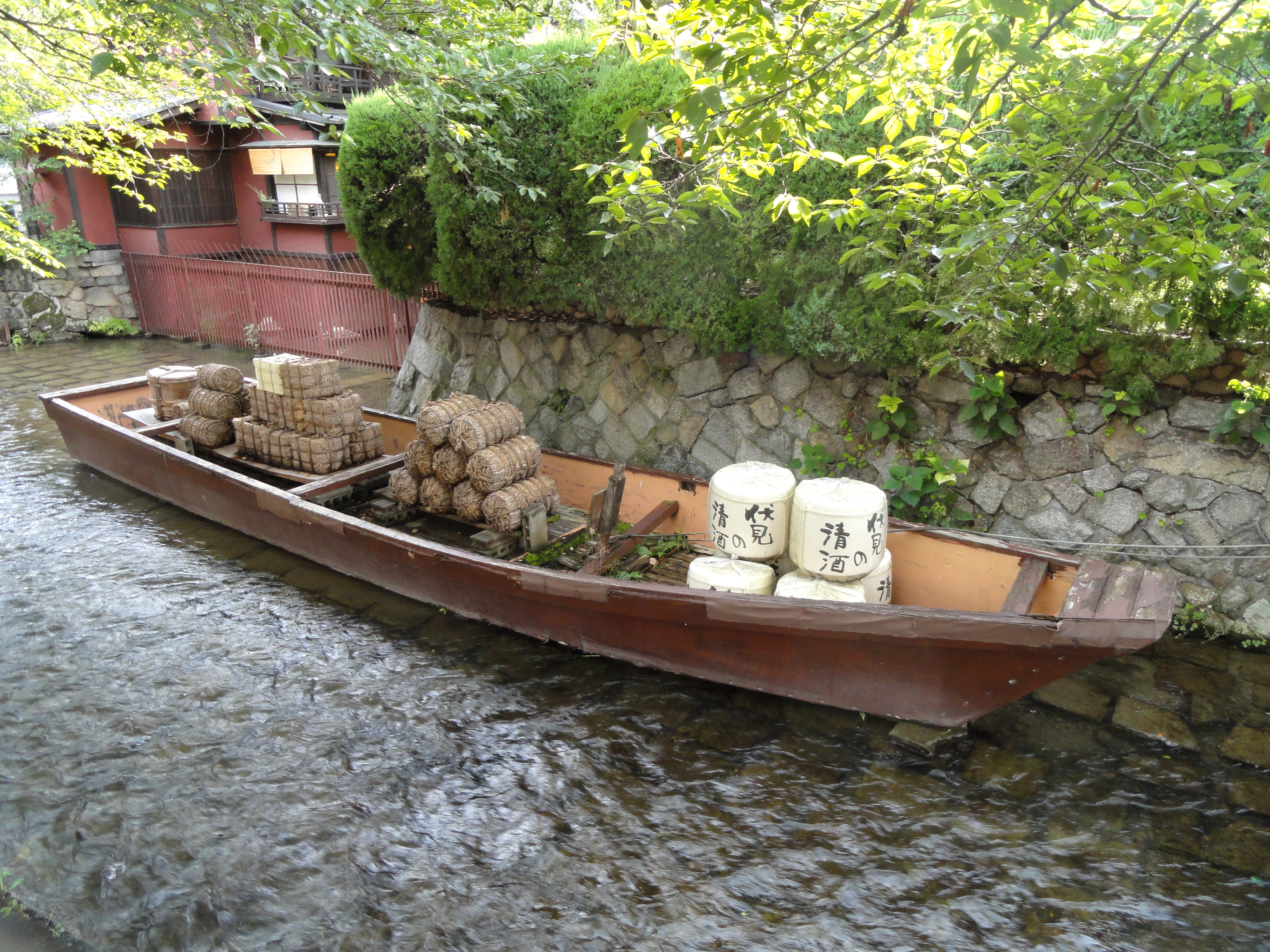
Bateau fluvial de type « Takase-bune ».

Originellement partie de la province de Tamba, la région de Nodagawa est déplacée dans la nouvelle province de Tango en 713 durant le règne de l'empereur Genmei. Durant l'époque d'Edo (1603-1868), le transport fluvial était important dans le bassin de Kaya, le long du Noda,. Des bateaux fluviaux de Takase (ja) (高瀬舟) emmenaient à l'extérieur de la région du riz du domaine de Miyazu et du charbon provenant des mines de la vallée de Kaya et du village de Kumobara (ja) et ramenaient avec eux de l'huile de lampe et du sel. Plusieurs quais existaient le long du fleuve à chaque village. Durant l'ère Hōreki (1751-1764), les quais se rendaient jusqu'à Shimoyamada, dans l'actuel Nodagawa, puis se sont étendus jusqu'à Kamiyamada durant l'ère Tenmei (1781-1789). Iwaya, au carrefour entre les routes de Miyazu, de Tamba et de Mineyama (ja), était un important relais, avec plusieurs Kōsatsu (en) (type de panneaux de notices du seigneur). Au début du XVIIIe siècle, la crêpe de type « chirimen » fait son apparition dans le Tango, importé depuis le Nishijin. La fabrication de ce textile se répand dans toute la région, notamment à Nodagawa, où l'on pouvait trouver le plus de métiers à tisser à Migōchi, jusqu'à l'ère Shōwa (1926-1989).
Le bourg de Nodagawa est créé le 1er mars 1955, sous l'impulsion de la loi sur la promotion de la fusion municipale des bourgs et villages (町村合併促進法) adoptée en 1953, par la fusion des cinq villages de Migōchi (ja) (三河内村), Iwaya (ja) (岩屋村), Ichiba (ja) (市場村), comprenant Yotsutsuji et Ikuji, Yamada (ja) (山田村), comprenant Kamiyamada et Shimoyamada, et Ishikawa (ja) (石川村),,,.
Le 28 février 2006, après des ententes, Nodagawa et les bourgs de Kaya (加悦町) et d'Iwataki (岩滝町), tous du même district de Yosa, fusionnent pour créer le bourg de Yosano (与謝野町),,,. Au XXIe siècle, la majorité de la population habitait dans les secteurs de Yotsutsuji et de Migochi.

## Démographie
En 2005, on dénombrait 10 841 habitants à Nodagawa. En 2003, ils étaient au nombre de 11 330.

## Éducation
On y trouve une garderie, celle de Migochi, cinq écoles primaires, celles de Migochi, Iwaya, Ichiba, Yamada et Ishikawa, ainsi que le lycée de Kōyō (ja) et le collège de Kayadani (ja),

## Culture et patrimoine
La lanterne de pierre du sanctuaire shinto Hachiman-jinja dans le secteur Yotsutsuji est enregistrée comme bien culturel important. On trouve aussi plusieurs temples bouddhistes à Nodagawa, incluant le Bairin-ji (梅林寺), fondé vers 1429 et déplacé à Migochi vers 1673, le Myōken-an (妙見庵), le Sairin-ji (西林寺), fondé en 1582 à Iwaya, l'Ungan-an (雲巌庵), reconstruit à  partir d'un autre temple incendié en 1525, le Hōsen-ji (宝泉寺), fondé en 1602 à Yotsutsuji, le Shōun-ji (祥雲寺), le Shichimen-an (七面庵), le Saizen-ji (西禅寺), fondé en 1426 à Ishikawa, et le Fukuju-ji (福寿寺). Chaque année, en août, était organisé le festival des 150 000 tournesols,.

Lieux d'intérêts à Nodagawa
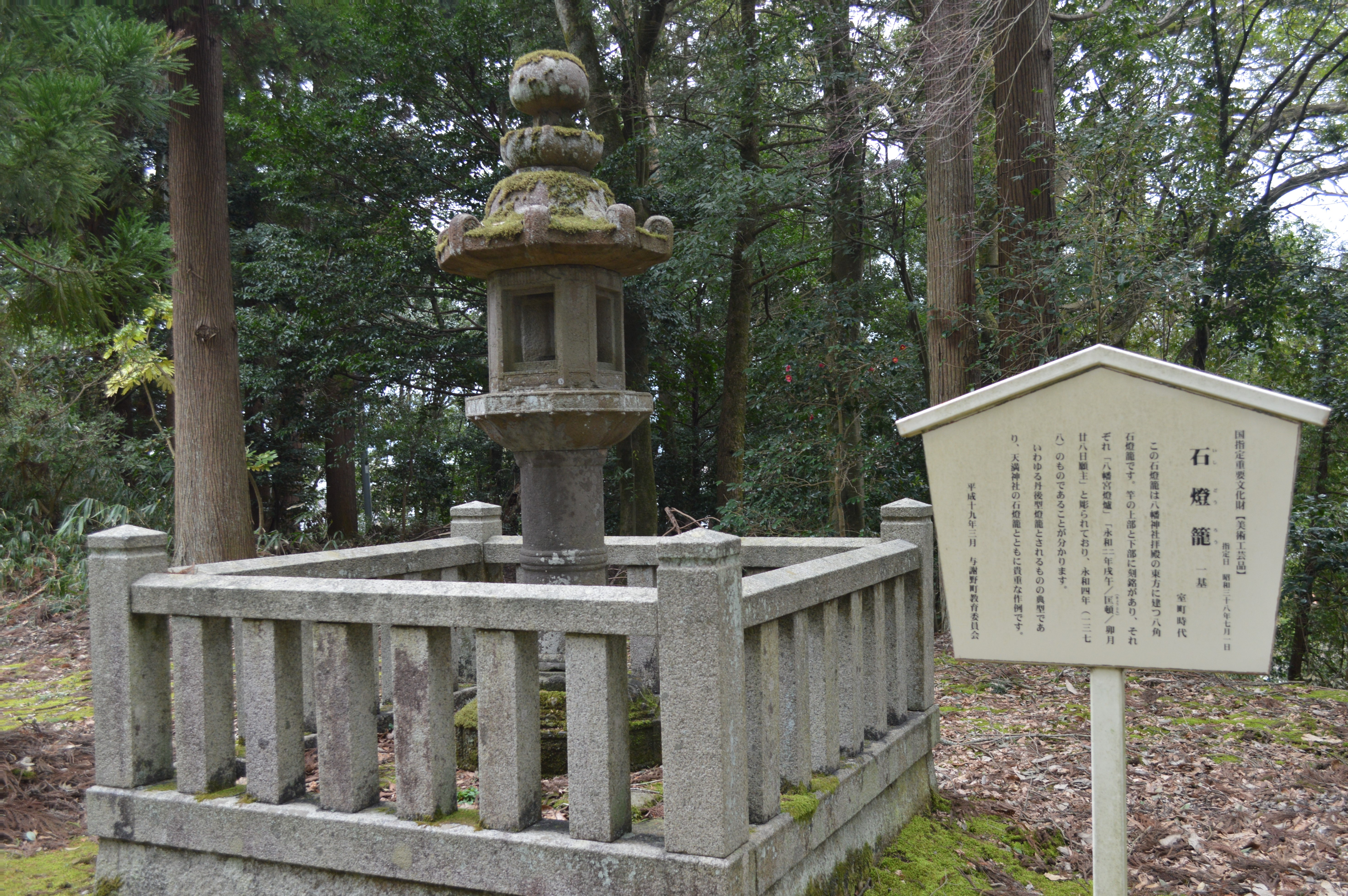
La lanterne de pierre du Hachiman-jinja de Yotsutsuji.

## Économie
Le bourg est connu pour son secteur textile, notamment pour le tissu de crêpe « chirimen », originaire de la vallée de Kaya. L'industrie textile a cependant connu un déclin, et beaucoup d'habitants pratiquent aussi l'agriculture,,,. La principale forme d'agriculture à Nodagawa est la riziculture, sous la variété Nodagawa Koshihikari,.

## Transports

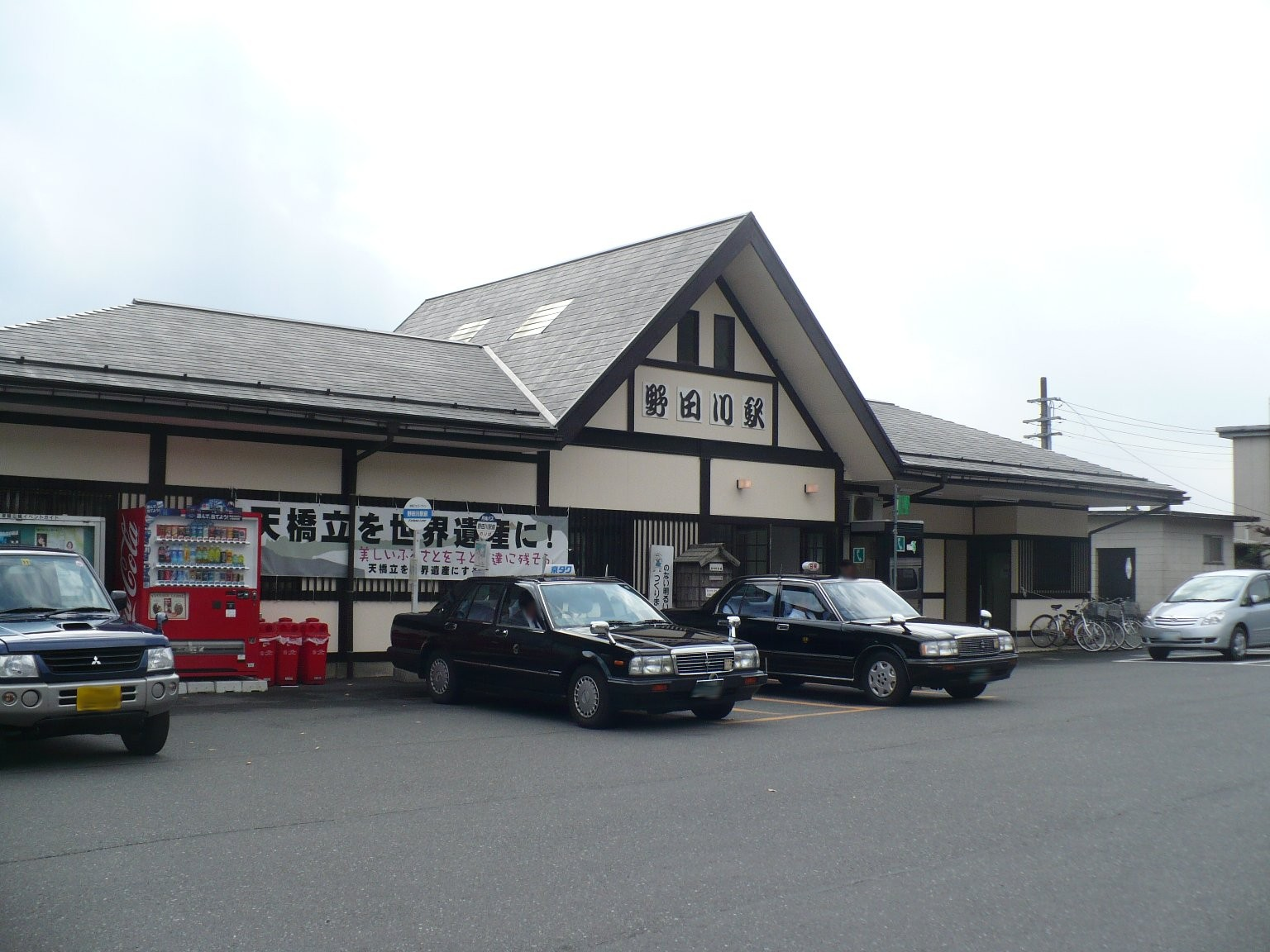
La gare de Nodagawa en 2008.

Le bourg était desservi par la gare de Nodagawa (野田川駅) sur la ligne Miyazu (section Miyatoyo) opérée par Kitakinki Tango Railway,,,. La gare est renommée en « Gare de Yosano » (与謝野駅) en 2015. Les autobus de Tankai Bus (ja) desservent aussi Nodagawa.
Jusqu'en 1985, la ligne Kaya Tetsudō (ja), exploitée par la compagnie ferroviaire du même nom, passait à Nodagawa, reliant la gare de Nodagawa à celle (ja) de Kaya, sur une longueur de 5,7 kilomètres. Après l'abolition de la ligne dû à une baisse de fréquentation et à la fermeture des industries minières régionales, les rails sont reconvertis en piste cyclable entre Iwataki et Kaya. Les gares situées à Nodagawa étaient celles de Tango-Yamada (renommée Nodagawa en 1990), Mitodani (水戸谷駅), Tango-Yotsutsuji (丹後四辻駅), Kayadani-Kōkō-mae (加悦谷高校前駅), Migochiguchi (三河内口駅) et Tango-Migochi (丹後三河内駅),.

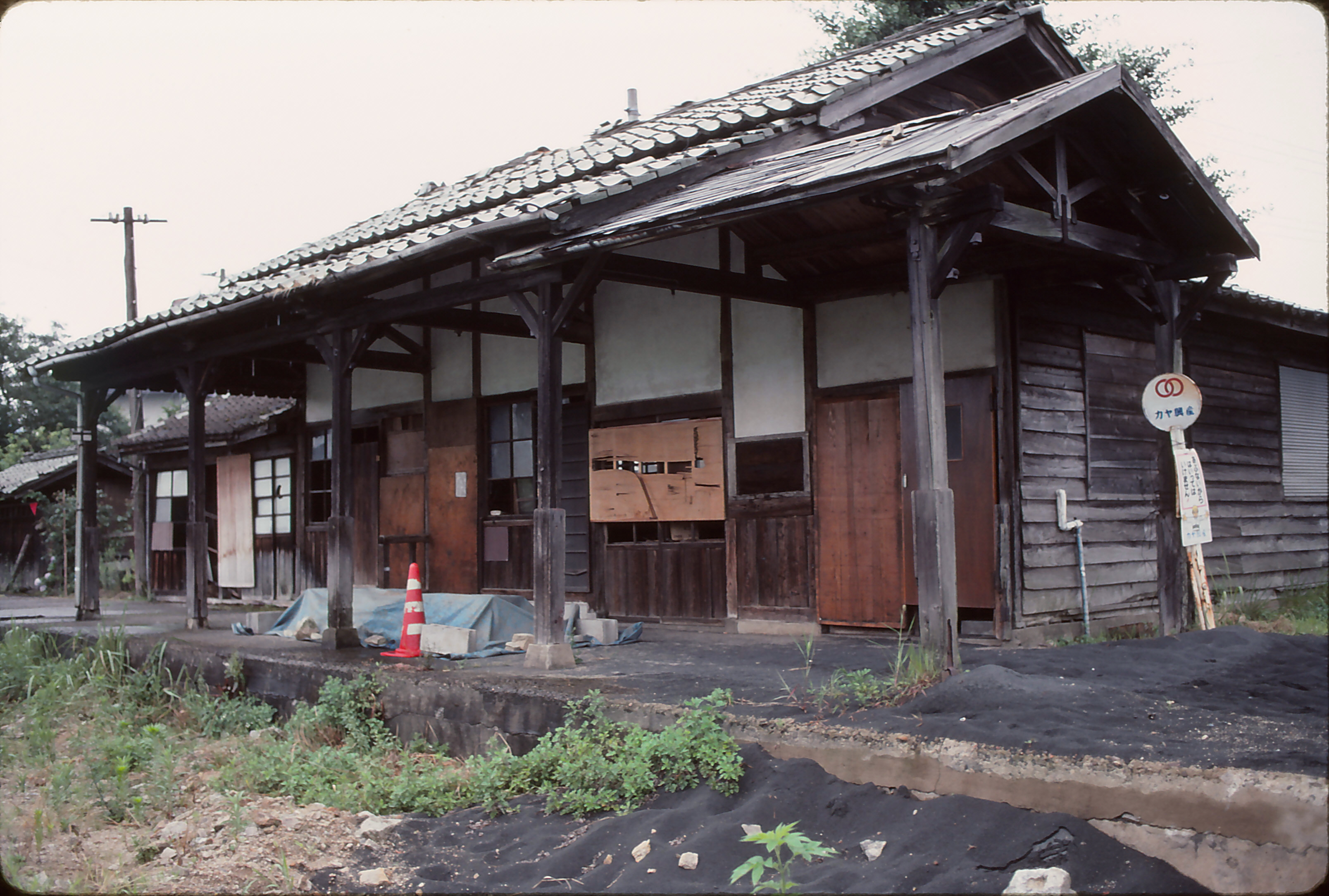
Bâtiment voyageurs de l'ancienne gare de Tango-Yotsutsuji.

La municipalité devait être reliée à l'autoroute San'in Kinki (en), à l'échangeur de Nodagawa-Iwataki, renommé « échangeur de Yosa-Ama no Hashidate » à son ouverture en 2011, cinq ans après la fusion municipale. Les routes nationales 176 (ja), et 312 (ja),, ainsi que les routes préfectorales 2 (ja), 76 (ja), 613 (ja), 626 (ja) et 803 (ja), passent par Nodagawa. La municipalité est située à environ deux heures par voiture d'Osaka et de Kobe et à environ deux heures et demie de Kyoto.

## Symboles
La fleur locale est le chrysanthème, tandis que l'arbre local est le prunier. Le symbole local, prenant la forme stylisée des caractères en katakana pour « Nodagawa » (ノダガワ) et représentant la paix et l'harmonie, est adopté le 20 mars 1956,. Le drapeau représente le symbole sur un mat blanc.

## Personnalités liées
- Atsumi Ōta (ja) (太田 貴美, Ōta Atsumi?, 1946-), femme politique, en est son maire de 1994 jusqu'à la fusion de 2006, devenant la première mairesse d'une municipalité dans la préfecture de Kyoto[25]. Elle sera aussi la première mairesse de Yosano jusqu'en 2014.
- Tadashi Yamamoto (ja) (山本 正, Yamamoto Tadashi?, 1947-), homme politique et maire d'Uji, y est né[26].